# Deogarh (Distrikt)
Der Distrikt Deogarh (auch Debagarh, Oriya ଦେବଗଡ଼ ଜିଲ୍ଲା Dēbagaṛa Jillā) befindet sich im Norden des indischen Bundesstaats Odisha.
Der Distrikt wurde am 1. Januar 1994 ins Leben gerufen. Dabei wurde das Gebiet vom existierenden Distrikt Sambalpur abgetrennt. Der Verwaltungssitz ist in der Stadt Deogarh.

## Lage
Der Distrikt erstreckt sich über eine Fläche von 2940 km² in der Koshal-Region im Bergland der Ostghats westlich des Flusslaufs des Brahmani.

## Einwohner
Beim Zensus 2011 betrug die Einwohnerzahl 312.520. Das Geschlechterverhältnis lag bei 975 Frauen auf 1000 Männer.
Die Alphabetisierungsrate belief sich auf 72,57 % (81,92 % bei Männern, 63,05 % bei Frauen).
94,71 % der Bevölkerung sind Anhänger des Hinduismus, 4,65 % sind Christen.

## Verwaltungsgliederung
Der Distrikt besteht aus einer Sub-Division: Deogarh.
Zur Dezentralisierung der Verwaltung ist der Distrikt in 3 Blöcke unterteilt:
- Barkote
- Riamal
- Tileibani

Des Weiteren gibt es 3 Tahasils:
- Barkote
- Deogarh
- Riamal

Im Distrikt befinden sich folgende ULBs: die Municipality Deogarh.
Außerdem sind 60 Gram Panchayats im Distrikt vorhanden.